# Alfred Espiga i Rovira
Alfred Espiga i Rovira (Badalona, 11 d'octubre de 1923 - Maastricht, 22 d'agost de 1951) fou un futbolista català de la dècada de 1940.

## Trajectòria
Fou jugador del FC Barcelona Amateur entre 1943 i 1945, anys en què arribà a debutar amb el primer equip, en algun partit amistós. Entre 1945 i 1947 jugà dues temporades al Centre d'Esports Manresa, i el 1947 fou fitxat pel CE Sabadell, club on jugà 4 temporades. Fou la seva millor etapa esportiva, arribant a jugar a Primera i Segona divisió. Va morir en un accident automobilístic mentre feia una estada de pre-temporada amb el Sabadell als Països Baixos, quan només tenia 27 anys.